# Józef Cho Yun-ho
Św. Józef Cho Yun-ho (ko. 조윤호 요셉) (ur. 1848 w Sinchang, Chungcheong, Korea, zm. 23 grudnia 1866 w Jeonju) – święty Kościoła katolickiego, męczennik.
Jego ojcem był Piotr Cho Hwa-sŏ, a dziadkiem Andrzej Cho. Józef Cho Yun-ho razem z żoną mieszkał w domu rodziców. W chwili rozpoczęcia prześladowań chrześcijan w Korei miał około 17 lat. 5 grudnia 1866 roku prześladowcy dotarli do domu Piotra Cho Hwa-sŏ i aresztowali go. Po pewnym czasie do domu wrócił Józef Cho Yun-ho. Ojciec namawiał go do ucieczki, ale on postanowił sam się oddać w ręce policji. Został razem z ojcem wysłany do więzienia w Jeonju. Obaj umacniali wzajemnie się we wierze. Józef Cho stwierdził, że religii nauczył go dziadek (wcześniej zamęczony z powodu wiary) oraz że nie posiada żadnych katolickich książek. Torturami oraz obietnicami zwrotu dobytku usiłowano skłonić go do wyrzeczenia się wiary. Józef Cho pozostał jednak nieugięty. Ponieważ zgodnie z ówczesnym prawem koreańskim nie mógł zostać stracony tego samego dnia co jego ojciec, egzekucja Józefa Cho miała miejsce w 10 dni po Piotrze Cho Hwa-sŏ 23 grudnia 1866 roku.
Dzień jego wspomnienia przypada 20 września (w grupie 103 męczenników koreańskich).
Beatyfikowany 6 października 1968 roku razem z ojcem przez Pawła VI, kanonizowany 6 maja 1984 roku przez Jana Pawła II w grupie 103 męczenników koreańskich.